# Aeroportul Shishmaref
Aeroportul Shishmaref (IATA: SHH, ICAO: PASH, FAA LID: SHH) este un aeroport din Alaska, Statele Unite ale Americii ce deservește zona Shishmaref⁠(d). Aeroportul a fost tranzitat în 2019 de 8.144 de pasageri. A fost numit după zona deservită.
Situat la o altitudine de 4 m, aeroportul dispune de 1 pistă. Este operat de Alaska Department of Transportation & Public Facilities⁠(d).

## Infrastructură

### Piste
Aeroportul dispune de o singură pistă. Pista 05/23 are suprafața de asfalt și dimensiunile 4.997 picioare × 73 picioare. 